# ФК Викингур (Рейкявик)
Викингур (на исландски: Knattspyrnufélagið Víkingur) е исландски футболен отбор от столицата Рейкявик. Основан е на 21 април 1908 година. Клубните цветове са в зелено. Играе домакинските си мачове на стадион „Викингсвьотлюр“ с капацитет 1449 зрители. Викингур е пет пъти шампион на Исландия и веднъж носител на националната купа. Клубът често играе в евротурнирите, но нито веднъж не е успявал да премине първия кръг.
Освен футбола спортен клуб „Викингур“ развива тенис, тенис на маса, карате, ски и хандбал.

## Успехи
- Исландска висша лига
  -  Шампион (7):[2] 1920, 1924, 1981, 1982, 1991, 2021, 2023
  -  Вицешампион (8): 1918, 1921, 1922, 1925, 1938, 1940, 1948, 2024
  -  Бронзов медал (9): 1919, 1926, 1927, 1931, 1939, 1941, 1944, 1953, 2022
- Купа на Исландия:[3]
  -  Носител (5): 1971, 2019, 2021, 2022, 2023
  -  Финалист (2): 1967, 2024
- Купа на Лигата
  -  Финалист (1): 2016
- Суперкупа на Исландия:[4]
  -  Носител (2):1982, 1983.
  -  Финалист (1): 2023